# Галузія
Галузі́я — село в Україні, у Прилісненській сільській громаді Камінь-Каширського району Волинської області. Населення становить 757 осіб.

## Історія
5 лютого 1965 року, Указом Президії Верховної Ради Української РСР, передано Галузійську сільраду Володимирецького району Рівненської області до складу Маневицького району Волинської області.
|  | ГАЛУЗІЯ, с, Луцький пов., Більськовольська вол., 100 км. від Луцька. В 1911 р. було там 1,081 жит., ґуральня (7,197 від. річн. прод. 40°), паровий млин. До великої зем. власности належало там: до Конопацьких — 2,657 дес, до Самсонова М. — 2,926 дес, до Рожнова-Ратькова — 3,354 дес. і 176 дес. Разом 9,113 дес. землі, переважно боліт, трясовин, лісів, піскових надм. — Цинкаловський Олександр Миколайович |

До 26 липня 2016 року — адміністративний центр Галузійської сільської ради Маневицького району Волинської області.

## Люди
- Білов Віктор Вікторович (1981—2022) — солдат Збройних Сил України, учасник російсько-української війни, що загинув у ході російського вторгнення в Україну в 2022 році на Миколаївщині.
- Вавелюк Володимир Анатолійович (1987—2023) — солдат Збройних Сил України, учасник російсько-української війни, що загинув у ході російського вторгнення в Україну 2 червня 2023 року у Донецькій області.

## Населення
Згідно з переписом УРСР 1989 року чисельність наявного населення села становила 812 осіб, з яких 387 чоловіків та 425 жінок.
За переписом населення України 2001 року в селі мешкало 746 осіб. 100 % населення вказало своєю рідною мовою українську мову.